# Bombus nevadensis
Bombus nevadensis là một loài Hymenoptera trong họ Apidae. Loài này được Cresson mô tả khoa học năm 1874.